# Elecciones presidenciales de Perú de 1845
Las elecciones presidenciales del Perú de 1845 se realizaron durante el mandato de Manuel Menéndez Gorozabel. Ya bajo el interinato de Justo Figuerola de Estrada, se habían convocado a colegios electorales, para que eligiesen al presidente de la república, a los senadores y diputados, y a otras autoridades. Se convino en que el Congreso debía reunirse el 9 de diciembre de 1844, pero como al llegar a esa fecha los colegios electorales del centro y sur (Arequipa, Moquegua, Cuzco, Puno, Ayacucho, Huancavelica y Junín) no habían elegido senadores, Menéndez dio un decreto el día 14 de diciembre, a fin de que las autoridades activasen la reunión de los colegios y se procediese a la elección de senadores para un Congreso Extraordinario, que se reuniría para hacer el escrutinio de la elección presidencial y proclamaría al Presidente de la República. Manifiestamente, el candidato a la presidencia que contaba con el favor popular era Ramón Castilla.
- Datos: Q47496785